# Edward Sośnierz
Edward Sośnierz (ur. 16 marca 1938 w Wirku, zm. 16 kwietnia 2015) – polski nauczyciel, założyciel chóru, założyciel i kierownik zespołu Słoneczni, autor tekstów.

## Życiorys
Urodził się 16 marca 1938 roku w Wirku (obecnie dzielnica Rudy Śląskiej) na Górnym Śląsku, jako syn lekarza Roman Sośnierza. Miał dwoje rodzeństwa, Krystynę i Stefana. Będąc dzieckiem uczył się gry na fortepianie. Studiował krótko na Akademii Górniczo-Hutniczej w Krakowie, a następnie na Studium Nauczycielskim i Wydziale Pedagogiki i Psychologii Uniwersytetu Śląskiego. Był harcerzem. W 1958 roku złożył przyrzeczenie harcerskie i zobowiązanie instruktorskie. W 1960 r. został przewodnikiem, a następnie w 1962 roku podharcmistrzem, a w 1969 roku harcmistrzem, by w końcu w 1979 roku zostać harcmistrzem PL. Pracował w Szkole Podstawowej nr 25 w katowickiej dzielnicy Załęska Hałda, nieopodal kopalni „Wujek”. Uczył matematyki, fizyki i chemii. Pracując społecznie prowadził dziecięce zespoły artystyczne, znane w Polsce i w Europie, w których uczestniczyło prawie 1000 osób. Zmarł 16 kwietnia 2015 r.

## Działalność w Chórze Szkolnym
W 1963 roku zorganizował chór szkolny, który po paru miesiącach pracy zdobył na XI Wojewódzkim Przeglądzie Szkolnych Zespołów Artystycznych wyróżnienie I stopnia i powtarzał ten sukces przez kolejne dwa lata. Od tego czasu wspólnie z chórem reprezentował Katowice i Śląsk na licznych imprezach na terenie całego kraju. W ciągu 10 lat chór dał 250 koncertów pod jego kierunkiem. Ludowy Zespół Pieśni i Tańca „Śląsk” zaprosił chór na Galowy Koncert w Zabrzu z okazji swojego 15-lecia. 27 stycznia 1967 roku chór wstąpił do Związku Harcerstwa Polskiego. Wówczas przyjęta została nazwa „Harcerski Chór Dziecięcy im. M. Karłowicza”.

## Działalność w Harcerskim Zespole Artystycznym "Słoneczni"
W 1972 roku chór Sośnierza przeniósł się do katowickiego Pałacu Młodzieży i przyjął nazwę „Harcerski Zespół Artystyczny Słoneczni”, rozszerzając równocześnie swoją formułę o ruch sceniczny i taniec, które przygotowywali m.in. Henryk Konwiński i Jan Balcer. Zespół reprezentował Polskę na wielu międzynarodowych uroczystościach, zlotach i festiwalach. Reprezentował Polskę m.in. na Międzynarodowym Festiwalu Artystycznym pod honorowym patronatem królowej Hiszpanii Zofii z okazji Międzynarodowego Roku Dziecka w 1979 r. i na Festiwalu Młodzieży i Studentów w Moskwie w 1985 r., wraz z takimi artystami jak Maryla Rodowicz (śpiewał z nią „Gołębi song”), Alicja Majewska, Zdzisława Sośnicka, Krystyna Giżowska, Halina Frąckowiak, Edyta Geppert, Zbigniew Wodecki, Andrzej Rybiński oraz zespoły Vox i Lady Pank. 
Sośnierz prowadził cykliczną audycję radiową „Śpiewaj z nami” oraz audycje muzyczne dla uczniów szkół podstawowych. W sumie prowadzony przez niego zespół nagrał w latach 1976–1991 297 audycji radiowych. Radiowa taśmoteka zespołu to prawie 200 nagranych piosenek, w tym pierwsza w historii ZHP „Antologia piosenki harcerskiej 1911–1980”. Jako płyta analogowa ukazała się pod tytułem „Harcerska watra”, jako CD pt. „Zielone lata”. Stale zabiegał o współpracę ze znanymi polskimi twórcami piosenek, dzięki czemu repertuar zespołu wzbogacały utwory m.in. Bogumiła Pasternaka, Janusza Mentla i Andrzeja Marko.
W 1990 r. założył Wytwórnię Fonograficzną ”Słoneczni”, która wydała 11 kaset i 15 CD z repertuarem zespołu. W innych wydawnictwach ukazały się 3 płyty analogowe i 4 kasety.
Założył Towarzystwo Wspierania Twórczości Dziecięcej Słoneczni, a po kilku latach zmienił też formułę samego zespołu. Nawiązał współpracę z Rolfem Zukowskim z Hamburga, niemieckim twórcą i wykonawcą piosenek dziecięcych i rodzinnych. W maju 2000 r. zaprezentował nowy program zespołu. Kolejne programy to: „Piosenki są jak mosty” – piosenki naszych bliższych i dalszych sąsiadów, „Europa, kraina dzieci – Europa Kinderland” (do tego programu wydany został polsko-niemiecki śpiewnik i 2 płyty CD w wersji polskiej i niemieckiej). Przygotował również 12 piosenek o ruchu drogowym na płytę noszącą tytuł „Czerwone i zielone”. Dzięki swoim działaniom sprawił, że zespół wielokrotnie koncertował i nagrywał z Rolfem Zukowskim oraz zespołami niemieckimi. Uczestniczył też w Polsko-Niemieckim Festiwalu Kultury Dziecięcej i Młodzieżowej w Monachium. Działalność zakończył w 2012 r.

## Kontynuacja
Po jego śmierci zaspół kontynuował działalność pod kierunkiem Eweliny Sobczyk (kierownictwo artystyczne) oraz Tomasza Micha (choreografia). Nie azprzestało działaności także Towarzystwo Wspierania Twórczości Dziecięcej.
W 2016 r. zespołowi nadano nazwę „Harcerski Zespół Artystyczny Słoneczni im. hm. Edwarda Sośnierza Śląskiej Chorągwi ZHP”.

## Ordery i odznaczenia

### Odznaczenia
- Brązowy Krzyż Zasługi – 1972
- Krzyż „Za Zasługi dla ZHP” – 1976
- Złoty Krzyż Zasługi – 1977
- Order Uśmiechu – 1981 (wręczenie 1986)
- Medal 40-lecia PRL – 1984
- Krzyż Zasługi dla ZHP – złoty – 1986
- Medal im. dr. Henryka Jordana – 1986
- Krzyż Kawalerski Orderu Odrodzenia Polski – 1988
- Medal Komisji Edukacji Narodowej – 1995

### Odznaki
- Zasłużony Działacz Kultury – 1968
- Zasłużonemu w Rozwoju Woj. Katowickiego – srebrna – 1969
- Za Zasługi dla Chorągwi – 1985
- Za Zasługi dla Chorągwi – złota – 1986

### Wyróżnienia
- Nagroda Ministra Oświaty i Wychowania – II stopnia – 1972
- Laureat Plebiscytu „STARTY-74” – 1975
- Nagroda Prezydenta Miasta Katowice – 1976
- Medal FSZMP – 1976
- Dyplom Uznania Ministra Kultury i Sztuki – 1976
- Nagroda Ministra Oświaty i Wychowania – I stopnia – 1977
- Nagroda Prezesa Rady Ministrów – 1982
- Nagroda im. Stanisława Ligonia – 1983
- Nagroda Wojewódzka – 1985
- Nagroda Ministra Oświaty – 1987
- Nagroda Prezydenta Miasta Katowice – 2013

### Wyróżnienia z zespołem Słoneczni
- „Czerwona Róża” Trybuny Robotniczej – 1977
- „Stalowe Pióro” Dziennika Zachodniego – 1978
- Złota Honorowa Odznaka TPPR – 1979
- Medal „Człowiekowi Szlachetnemu – Dzieci” – 1982
- Krzyż Za Zasługi dla ZHP – 1983
- Dyplom Honorowy Ministra Kultury i Sztuki – 1984
- „JODŁA PRZYJAŹNI” – Kielce’84 – 1984
- Złota Odznaka „Zasłużonemu w Rozwoju Województwa Katowickiego” – 1985
- Odznaka „Za Zasługi dla ZBOWiD’u” – 1987
- Medal „Za Zasługi dla Chorągwi” – 1989
- Nagroda Prezydenta Miasta Katowice – 2006